# This Time (Los Lobos)
This Time è un album dei Los Lobos, pubblicato dalla Hollywood Records nel luglio del 1999.

## Tracce
1. This Time – 3:31 (David Hidalgo, Louie Pérez)
2. Oh Yeah – 3:44 (Louie Pérez, Cesar Rosas)
3. Viking – 3:30 (David Hidalgo, Louie Pérez)
4. High Places – 4:21 (David Hidalgo, Louie Pérez)
5. Cumbia Raza – 2:45 (Cesar Rosas)
6. Run Away with You – 3:03 (David Hidalgo, Louie Pérez)
7. Corazón – 4:05 (David Hidalgo, Louie Pérez)
8. Some Say, Some Do – 3:09 (Louie Pérez, Cesar Rosas)
9. Turn Around – 3:45 (David Hidalgo, Louie Pérez)
10. La playa – 3:12 (David Hidalgo, Louie Pérez)
11. Why We Wish – 2:53 (David Hidalgo, Louie Pérez)

## Musicisti
- David Hidalgo - chitarra, voce
- Cesar Rosas - chitarra, voce
- Steve Berlin - sax
- Conrad Lozano - basso
- Louie Pérez - chitarra, batteria

Musicisti aggiunti 
- Alex Acuña - percussioni (brani: 5 e 7)
- Aaron Ballestreros - batteria (brano: 1)
- Victor Bisetti - percussioni
- Pete Thomas - batteria (brani: 2, 3, 4, 6, 8, 9, 10 e 11)
- Mitchell Froom - tastiera